# Uhrenturm Nähmaschinenwerk (Wittenberge)

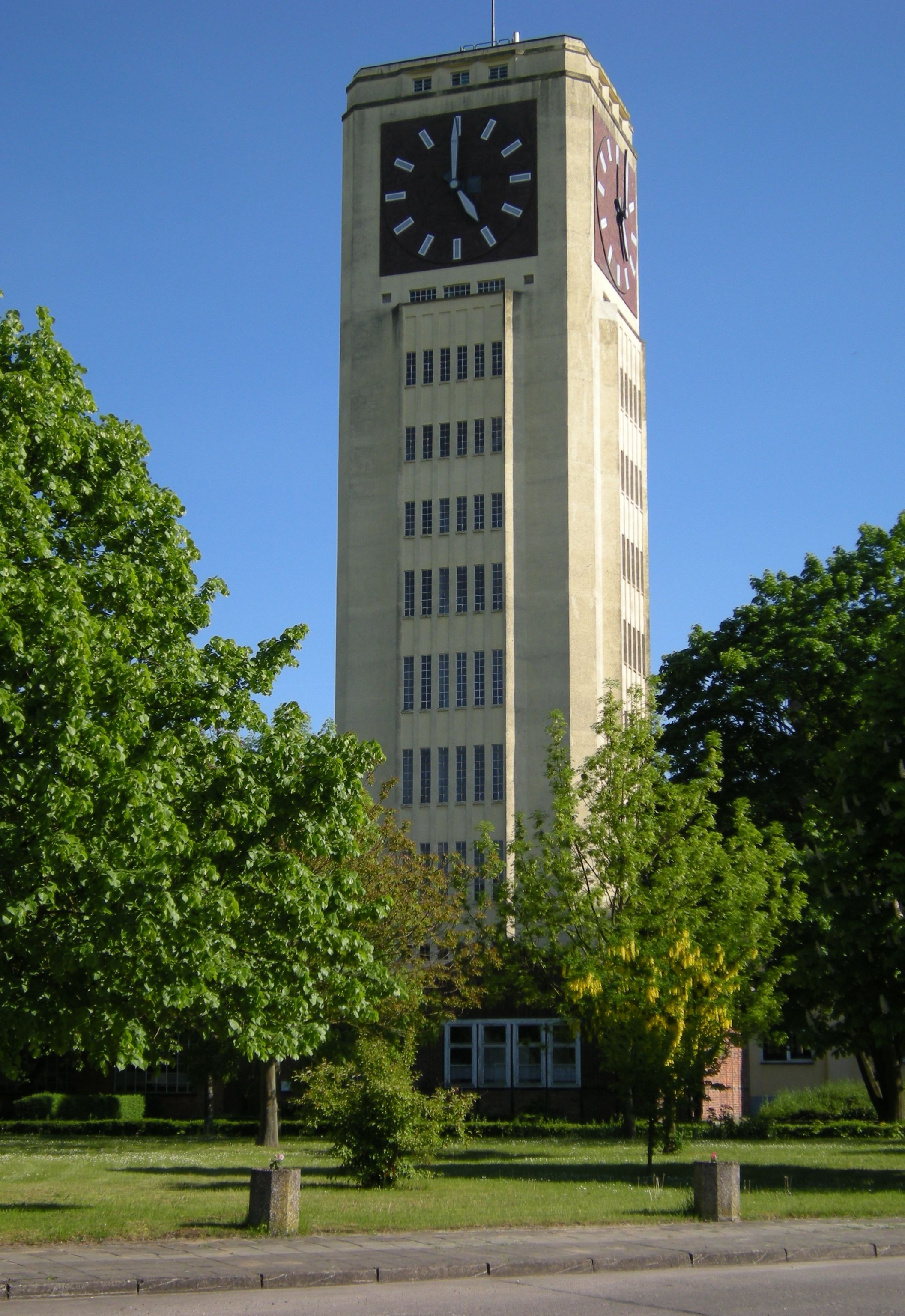
Ansicht des Uhrenturms (2010)

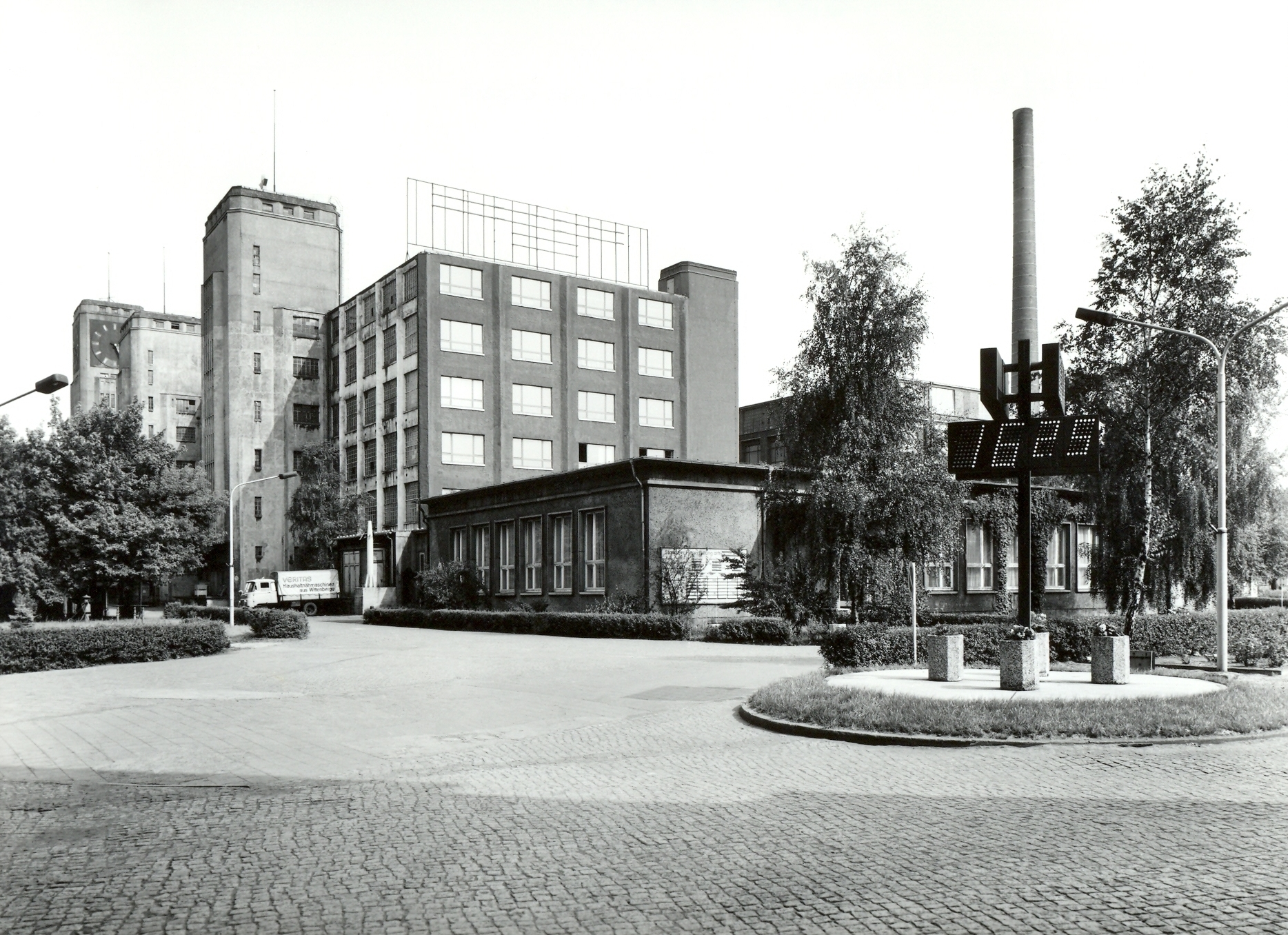
Nähmaschinenwerk (1984)

Der Uhrenturm des ehemaligen Nähmaschinenwerkes Singer/Veritas in Wittenberge ist der größte freistehende Uhrturm auf dem europäischen Festland. Die architektonischen Formen des gelb verputzten Turms lassen eine Beeinflussung durch den Expressionismus und vor allem das Neue Bauen erkennen.

## Geschichte
Anlass für die Errichtung des Turmes war die Aufstellung von Wasserbehältern für die Versorgung der wachsenden Nähmaschinenfabrik mit Brauchwasser und für den Brandschutz. Aus dieser Notwendigkeit schuf der Architekt ein Bauwerk, das noch heute das Wahrzeichen der Stadt Wittenberge ist.
Mit dem Bau begann die deutsche Singer AG im März 1928, die Gesamtbauzeit betrug 14 Monate. Das Gesamtgewicht des Bauwerks liegt bei 5000 Tonnen, dafür kamen 210.000 Mauersteine, 1600 m³ Kies, 13.000 Sack Zement und 105 Tonnen Rundstahl zum Einsatz. Entwurf, Konstruktion und Bauausführung lag in den Händen der Hamburger Bauunternehmung Paul Thiele AG, die baukünstlerische Ausgestaltung nahm der Hamburger Architekt Felix Ascher vor.
In den letzten Kriegstagen des Zweiten Weltkrieges wurde der Uhrturm beschädigt und deshalb anschließend stillgelegt. Schlosser der Turmuhrenfabrik Bernhard Zachariä aus Leipzig nahmen 1956 eine erste Instandsetzung vor: Am 20. Juni 1957 leuchtete der Turm wieder, die Uhr zeigte die Zeit. Im Jahr 1988 erfolgte eine Generalüberholung der Turmuhren, erneut durch die Leipziger Spezialuhrenfirma.

## Uhrentechnik
Der Uhrenturm besitzt vier Turmuhrwerke: Für jedes der vier Zifferblätter gibt es ein eigenständiges Antriebswerk mit einem kleinen Drehstrommotor. Diese laufen als Nebenwerke und wurden bis 1994 von einer Hauptuhr mit Gewichtsantrieb, elektrischem Aufzug und einem Präzisionspendel gesteuert. Am 9. September 1994 brach auch für die „Berühmtheit“ das Funkzeitalter an; sie wird seitdem über die Atomuhr der Physikalisch-Technischen Bundesanstalt in Braunschweig gesteuert. Funkimpulse setzen die kleinen Elektromotoren in Bewegung und drehen durch eine große Übersetzung das Uhrwerk um eine Minute weiter. Kurioserweise kam aber diese hochmoderne Steuerung mit der Uhr nicht zurecht – die Uhr ging nach über 65 ganggenauen Jahren erstmals vor.
Im August 2007 wurden die Störungen der Uhrwerke behoben. Ursache des Vorgehens der Uhren war, dass jedes Uhrwerk von einem Mikrotaster mit zwei Schaltzuständen (über eine Zahnscheibe minutenweise abgetastet) gesteuert wurde. Das Nachlaufen der Motoren hat die Uhrwerke mitunter über einen Schaltzustand (die folgende Minute) hinweglaufen lassen. Dementsprechend ging das betreffende Uhrwerk dann zwei Minuten vor. Nun wird jedes Uhrwerk über eine kleine Elektronik, verbunden mit einer Gabel-Lichtschranke und einer Segmentscheibe, gesteuert. Dadurch fällt das Nachlaufen der Motoren nicht mehr ins Gewicht. Außerdem spielt mechanischer Verschleiß keine Rolle mehr, da die Mikrotaster entfallen sind.
Der Uhrenturm kann von Mai bis Ende September besichtigt werden. Die Öffnungszeiten und Termine für Führungen werden auf der Website der Stadt veröffentlicht.

## Daten
- Baujahr: 1928/1929
- Turmhöhe: 49,40 m
- Stufen: 192
- Turmbreite: 11,30 m × 11,30 m
- Durchmesser des Zifferblattes: 7,57 m (beleuchtet)
- Zeiger: 3,30 m und 2,25 m (beleuchtet)
- Ziffernhöhe: 1,00 m × 0,40 m (beleuchtet)

Die Turmuhr hat vier Zifferblätter (eines in jede Himmelsrichtung); dank der nächtlichen Beleuchtung ist aus bis zu ca. zwölf Kilometern Entfernung die Zeit abzulesen.